# 福伊斯多夫
福伊斯多夫是德国莱茵兰-普法尔茨州的一个市镇。总面积4.42平方公里，总人口535人，其中男性260人，女性275人（2011年12月31日），人口密度121人/平方公里。